# Zdeněk Klausner
Zdeněk Klausner (* 16. listopadu 1947, Praha) je český politik, bývalý senátor za obvod č. 20 – Praha 4 a člen ODS.

## Politická kariéra
V senátních volbách 1996 se stal členem horní komory českého parlamentu, když v prvním kole vyhrál nad kandidátkou KDU-ČSL Dagmar Burešovou v poměru 48,63 % ku 21,44 % hlasů. Ve druhém kole obdržel 53,80 % všech platných hlasů a získal post senátora. Volby poznamenalo šíření pornografických fotomontáží, které se Klausnera snažily diskreditovat tím, že budily zdání autenticity. Věnoval se činnosti ve Výboru pro územní rozvoj, veřejnou správu a životní prostředí. Svůj mandát obhajoval ve 2000, ovšem již v prvním kole jej porazil bývalý ministr zahraničí Josef Zieleniec a Klausner získal pouze 26,05 % hlasů.
Do roku 2002 zasedal v zastupitelstvu Prahy 4, kde do roku 1998 působil jako starosta, poté již o tento post neusiloval.

## Aféry
Při zřizování senátorské kanceláře si jako tehdejší starosta pronajal nebytové prostory své městské části i s vybavením.
Jako starosta vešel ve známost hlavně v roce 1997, když chtěl vystěhovat Romy mimo hranice své městské části.